# Giardino Dolat Abad
Il giardino Dolat Abad o Bagh-e Dolat Abad (in persiano: باغ دولت آباد) è un piccolo padiglione circondato da un giardino persiano sito a Yazd in Iran. Il giardino è inserito dal 2016 nella lista UNESCO come patrimonio dell'umanità.

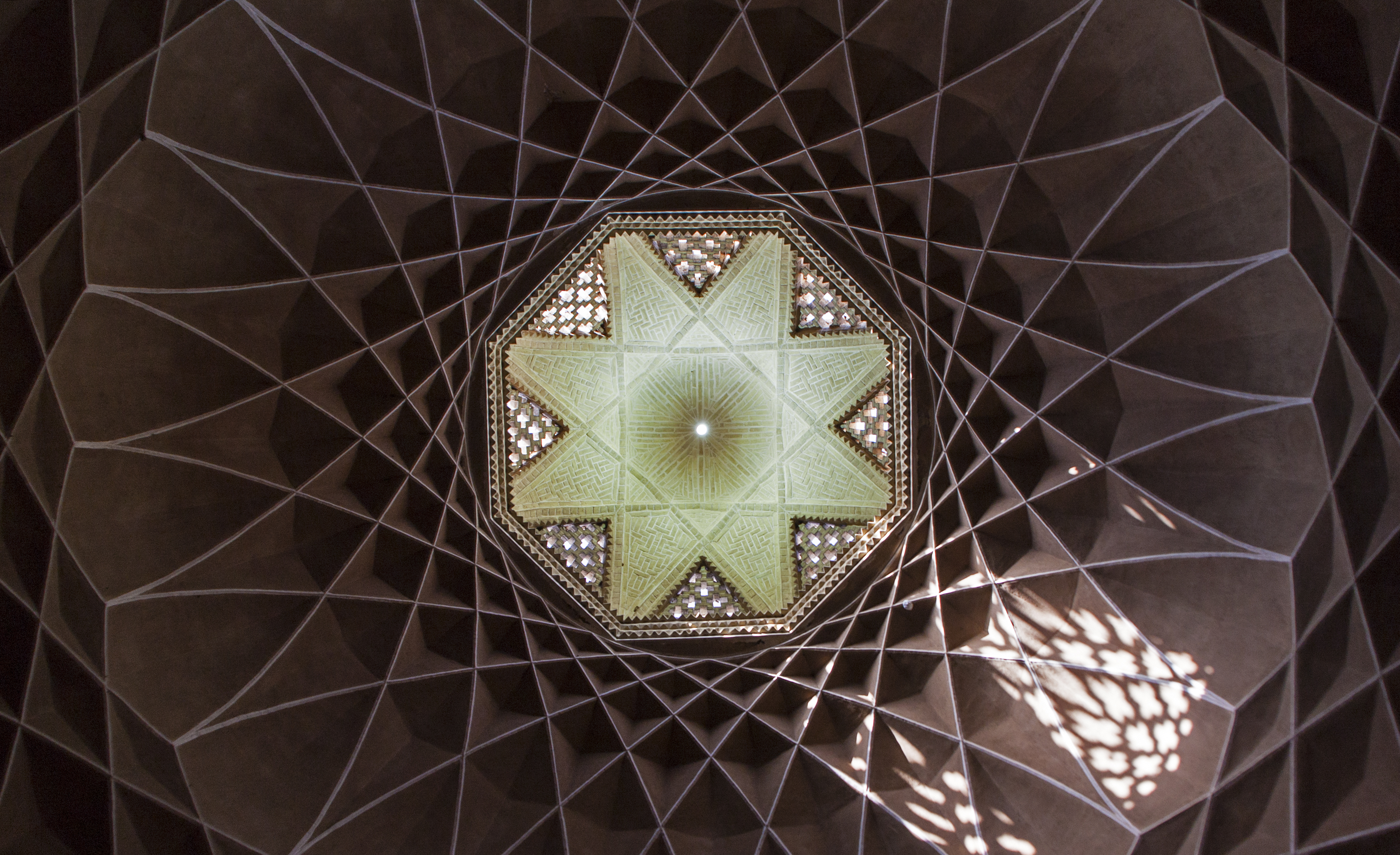
Cupola interna

L'edificio e il giardino vennero costruiti nel 1750 come residenza dello scià di Persia Karim Khan Zand. All'interno dell'edificio vi sono complesse decorazioni a graticcio e vetrate istoriate,come il Talar-e Ayeneh (edificio della sala degli specchi), la casa del frontespizio, l'edificio Behesht-Aeen, l'Haremsara (alloggio delle donne), l'edificio Tehrani, gli alloggi della servitù, il tribunale, la cucina (casa del cuoco), l'arco, la cisterna, lo Shotorkhane, le stalle estive e invernali e un Qanat, un sistema di approvigionamento idrico. Ma ciò che lo rende famoso è soprattutto l'alto badgir che, con i suoi 33 metri di altezza, è la torre del vento più alta dell'Iran. La torre venne ricostruita dopo un crollo avvenuto negli anni 60 del novecento. La torre assolve ancora al ruolo di termoregolatore degli interni dell'edificio.
Tutt'intorno vi è un giardino persiano con delle fontane lungo il vialetto di accesso.

## Storia
Il giardino fu creato nel 1747 da Mohammad Taghi Khan Bafqi, che fu responsabile di Yazd dopo la morte di Nadir Shah. Iniziò la costruzione ordinando un Qanat lungo 65 chilometri con 5 rami di radice da realizzare per trasferire l'acqua da Mehriz al sito. Poi costruì la sua residenza e la sede del suo governo nel giardino. Il giardino cadde in rovina dopo la morte del suo proprietario originale nel 1793. Attualmente, l'orto è irrigato utilizzando un pozzo semi profondo poiché il Qanat non fornisce più acqua per l'orto.

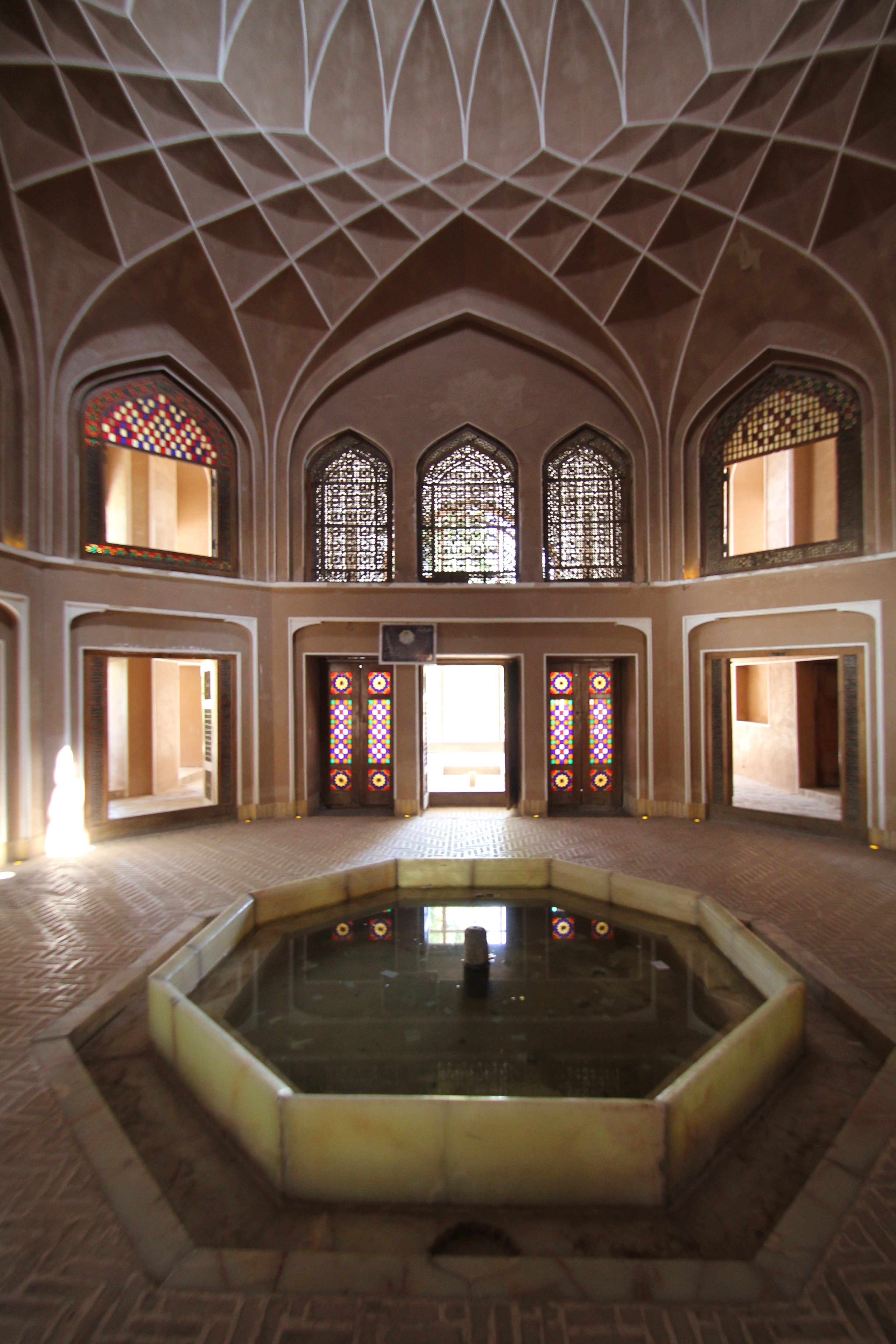
Stanza principale

Il giardino e le strutture furono riparate dal terzo figlio di Fath-Ali Shah Qajar, Mohammad Vali Mirza, che nel 1811 era il governatore di Yazd, e un'altra volta da Soltan Hossein Mirza Jalal ed-Dowleh, il figlio maggiore di Mass'oud Mirza Zell-e Soltan, anche lui governatore di Yazd. Per l'ultima volta, è stato riparato tra il 1975 e il 1983: l'iniziativa ha ripristinato il windcatcher (torre del vento) mezzo crollato in alcune parti. La cinta muraria che conteneva il giardino un tempo aveva 6 torri, di cui oggi ne rimane solo 1.

## Galleria d'immagini

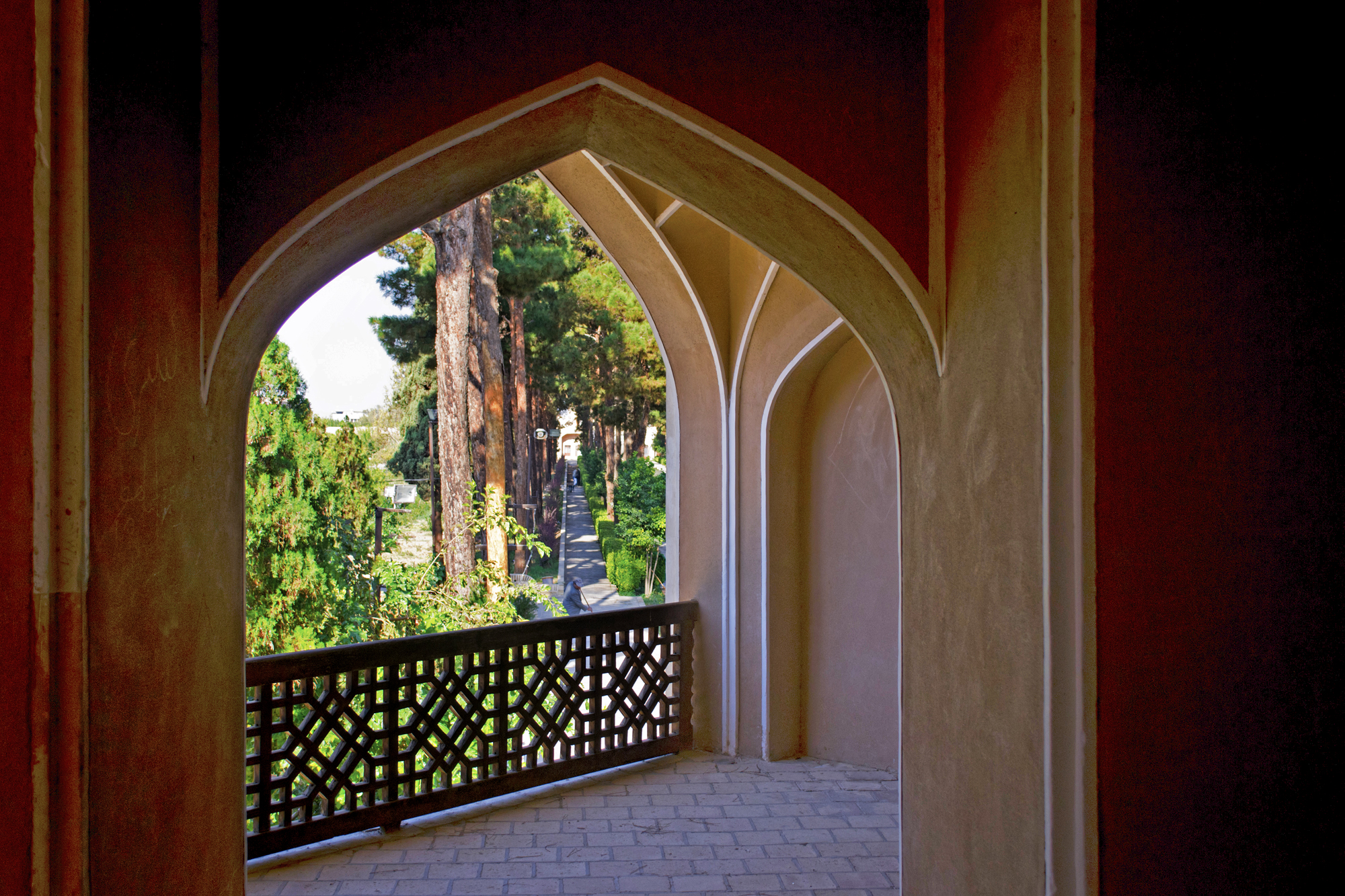
Balcone
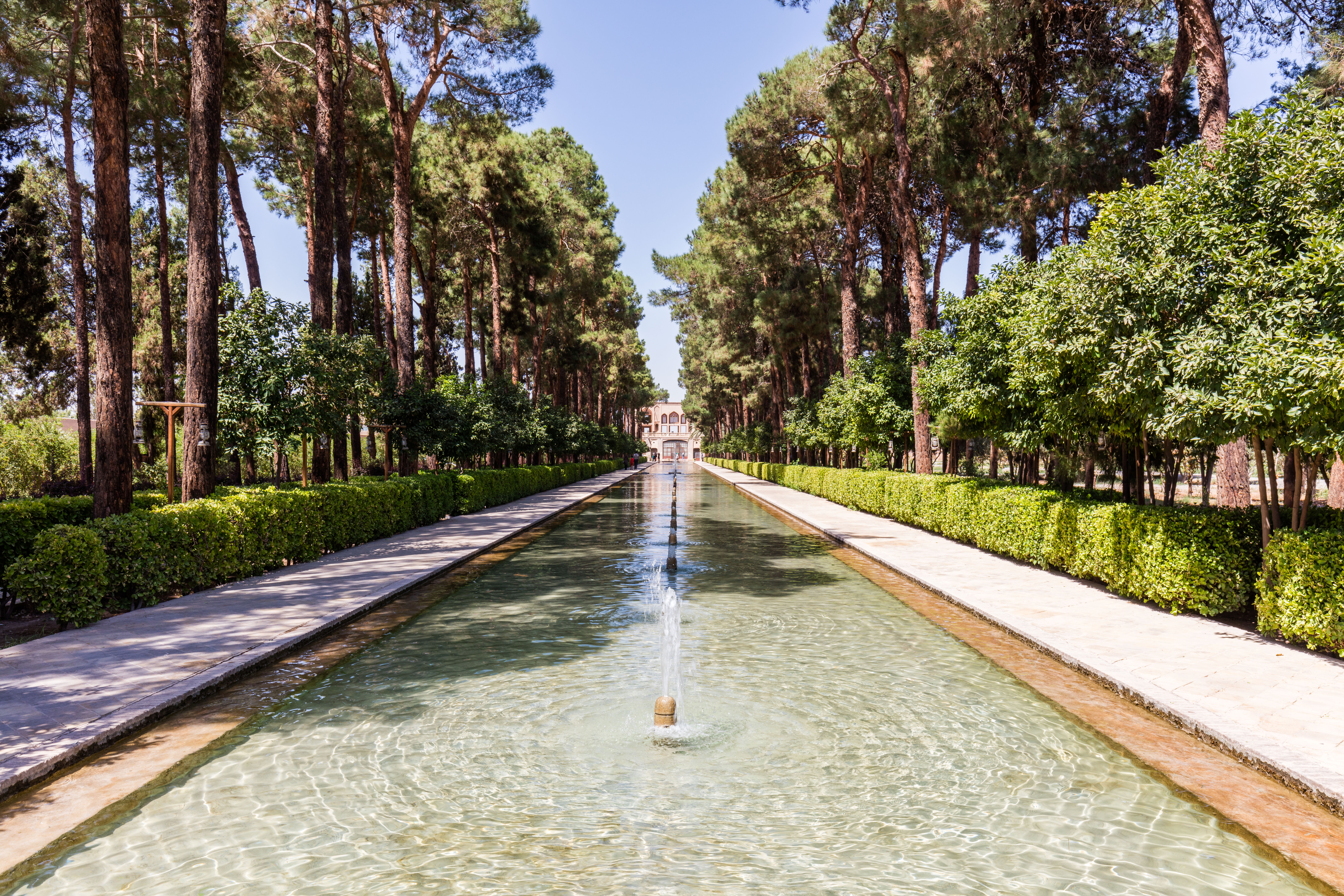
Giardini
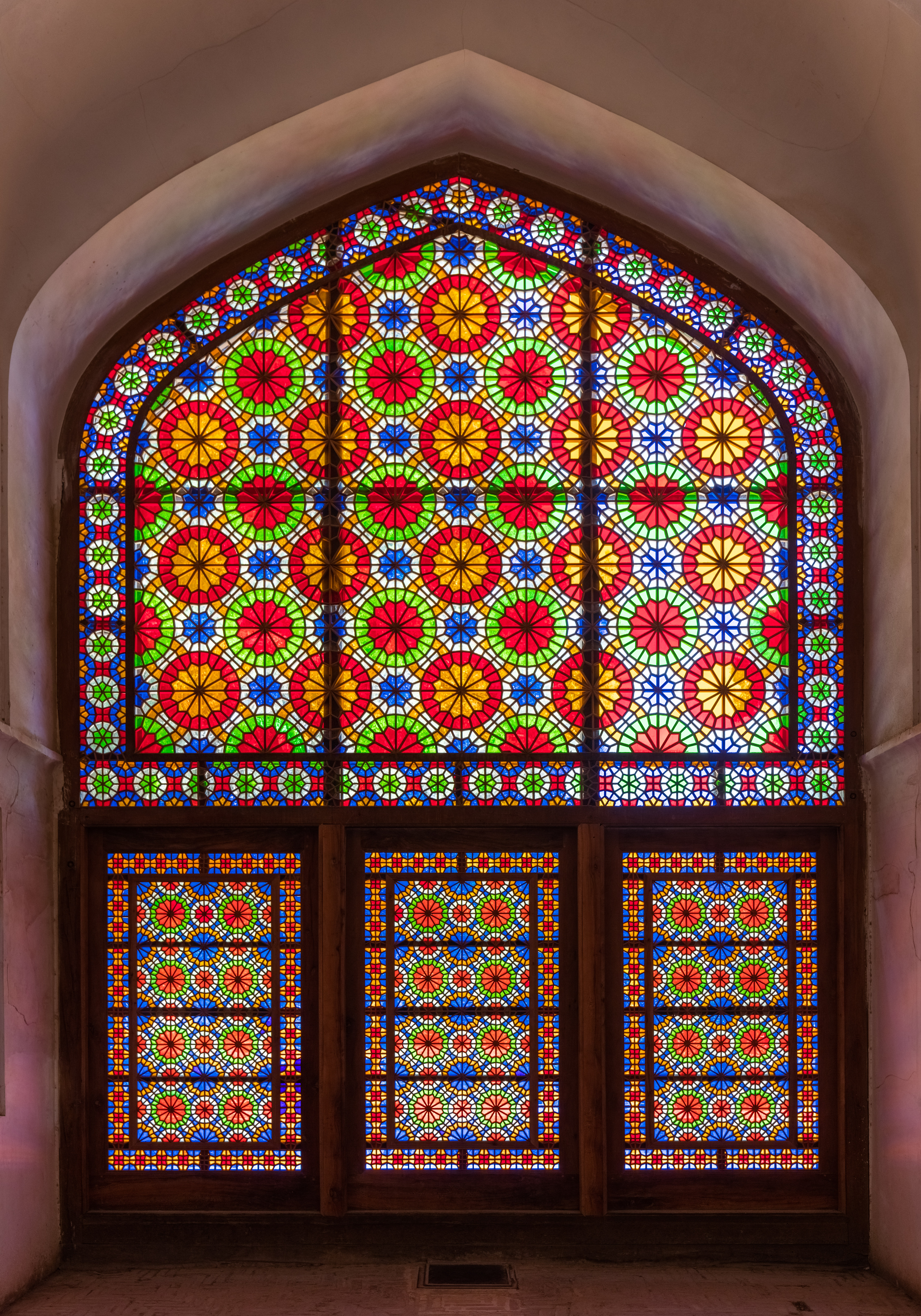
Vetrata
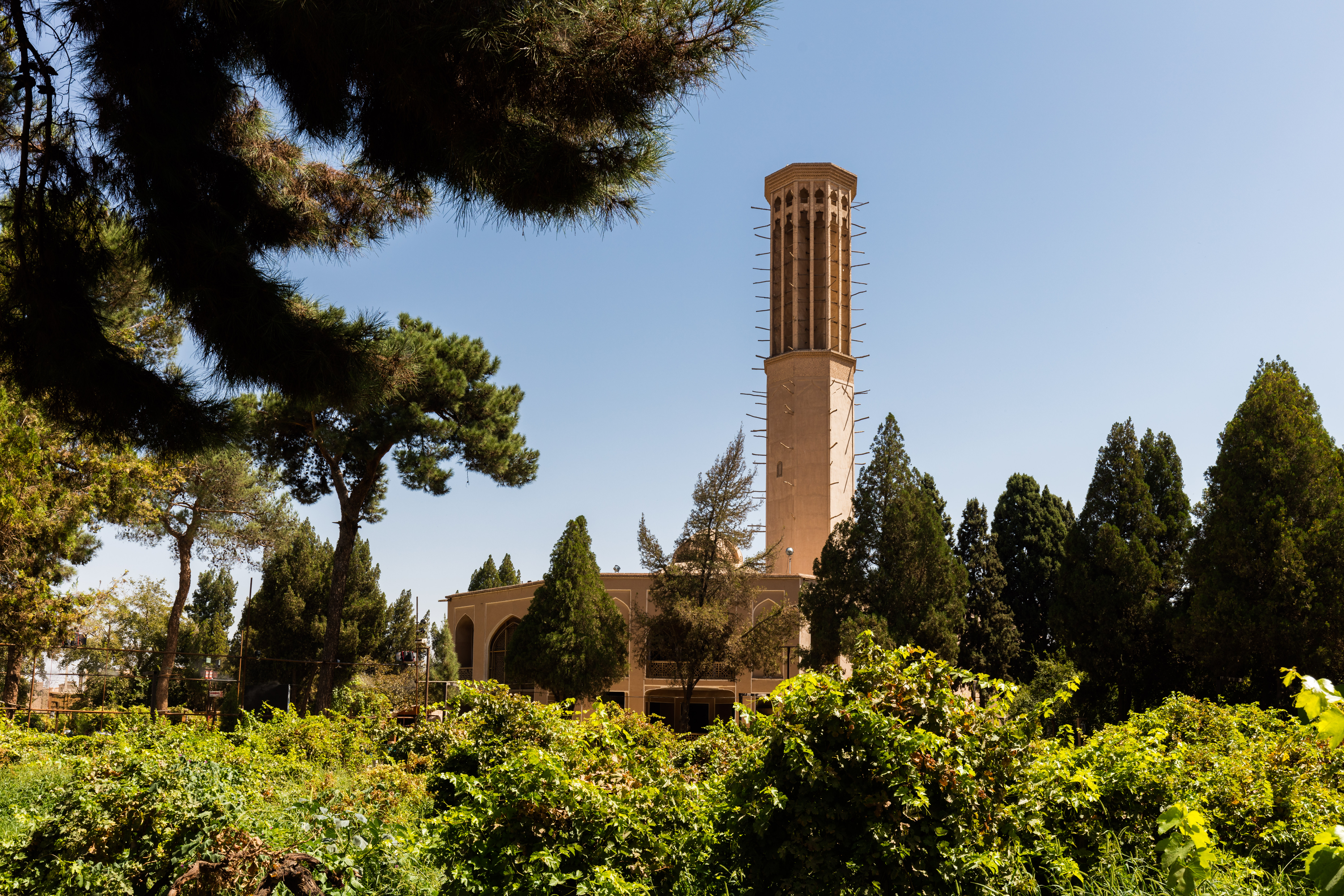
Torre del vento
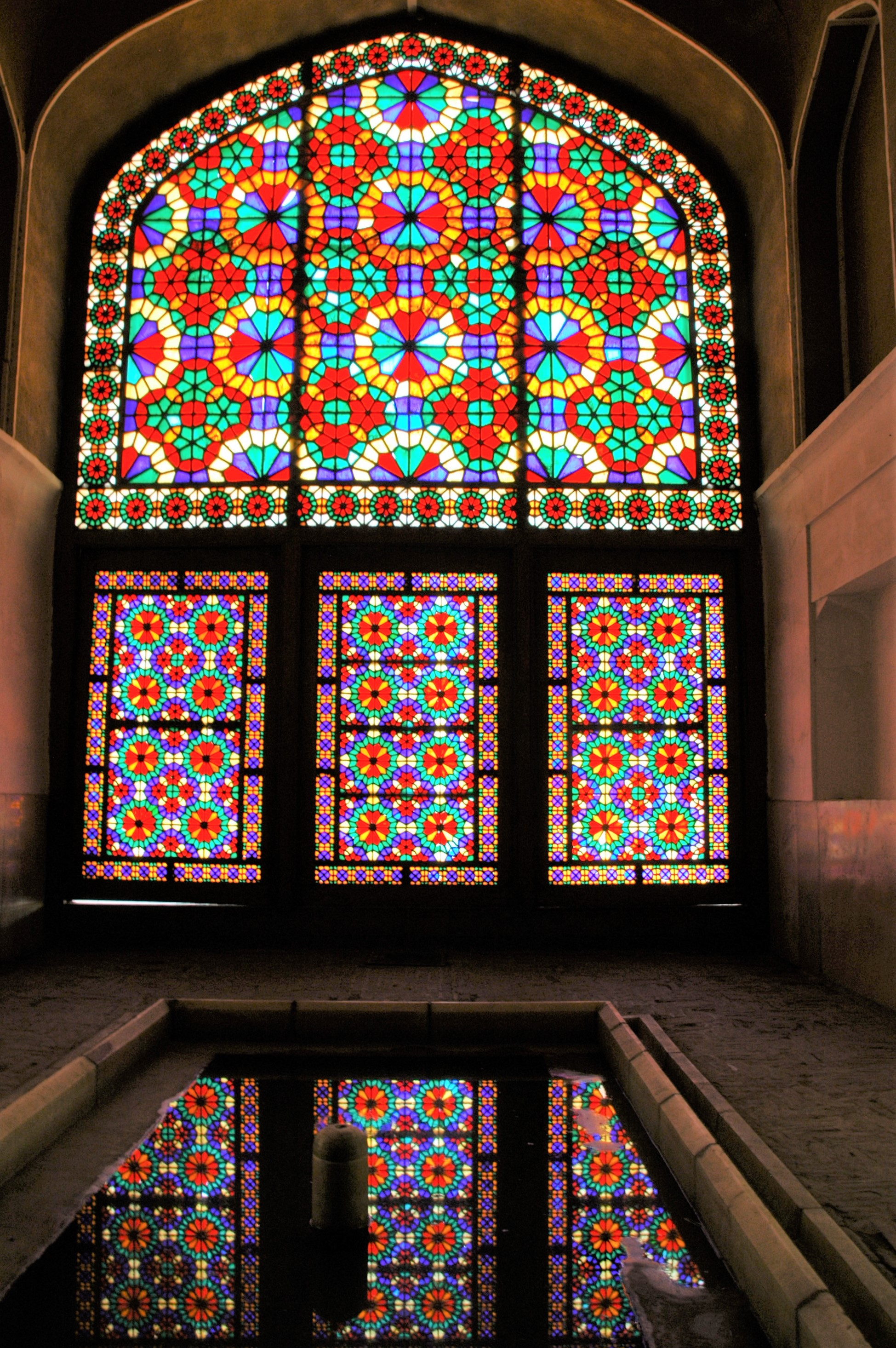
La vetrata si specchia nell'acqua in un interno dei giardini

## Voci corrette
- Giardino persiano
- Architettura iraniana
- Persia e Iran
- Dinastia Qajar
- Storia dei giardini